# Heinz Amelang
Heinz Amelang (* 1. Mai 1914 in Berlin; † 22. Dezember 1970 ebenda) war ein deutscher Politiker (LDP/FDP).
Amelang studierte nach dem Besuch des Realgymnasiums ab 1933 Staatswissenschaften an der Friedrich-Wilhelms-Universität Berlin, bestand 1937 die Staatsprüfung und schloss das Studium als Diplom-Volkswirt ab. Er arbeitete als Sachbearbeiter bei der Prüfungsstelle für Feinmechanik und Optik, diente von 1940 bis 1944 bei der Wehrmacht und war 1944/45 Referent beim Reichskommissar für das Sanitäts- und Gesundheitswesen. Von 1946 bis 1948 war er als Referent bei der Deutschen Zentralverwaltung der Industrie tätig. Von 1949 bis 1952 war er kaufmännischer Angestellter, ab 1953 Verwaltungsangestellter.
Ab 1948 war er Mitglied der LDP/FDP. Er war Bezirksverordneter im Bezirk Steglitz und von 1955 bis 1959 Mitglied des Abgeordnetenhauses von Berlin, zeitweise auch Fraktionsvorsitzender.